# 斯普林維爾 (印地安納州克拉克縣)
斯普林維爾（英語：Springville）是位於美國印地安納州克拉克縣的一個非建制地區。該地的面積和人口皆未知。

## 地理
斯普林維爾的座標為38°25′49″N 85°41′13″W / 38.43028°N 85.68694°W，而該地的平均海拔高度為171米（即561英尺）。